# Larra (Alto Garona)
Larra (em occitano:  Larran) é uma comuna francesa na região administrativa da Occitânia, no departamento do Alto Garona. Estende-se por uma área de 16.36 km², com 1.960 habitantes, segundo o censo de 2018, com uma densidade de 120 hab/km².